# قله دوارته
قله دوارت (به لاتین: Pico Duarte) یک کوه در جمهوری دومینیکن است که در استان سن خوان، جمهوری دومینیکن واقع شده‌است. قله دوارت ۳٬۰۹۸ متر بالاتر از سطح دریا واقع شده‌است.